# 津村百合子
津村百合子（日语：／ Tsumura Yuriko，1995年11月1日—），日本女子籃球運動員，效力於東京羽田薇琪斯，主要位置為得分後衛。

## 經歷
- 和Mini - 春日部市立葛飾中學校 - 昌平高等學校（日语：昌平中学・高等学校） - 東京醫療保健大學（日语：東京医療保健大学） - 東京羽田薇琪斯（日语：東京羽田ヴィッキーズ）（2018年－）

## 日本代表經歷
- 2017年威廉·瓊斯盃國際籃球邀請賽
- 2017年夏季世界大學生運動會

## 外部連結
- 津村ゆり子 - 東京羽田ヴィッキーズ （页面存档备份，存于） （日語）
- 津村ゆり子 - WJBL （页面存档备份，存于） （日語）
- 津村百合子的X（前Twitter）
- 津村百合子的Instagram帳戶